# Chris Amon
Christopher Arthur "Chris" Amon MBE, född 20 juli 1943 i Bulls på Nordön, död 3 augusti 2016 i Rotorua, var en nyzeeländsk racerförare.

## Racingkarriär
Amon debuterade i formel 1 som 19-åring för Reg Parnell säsongen 1963 och tog sina första VM-poäng på Zandvoort i Nederländerna 1964. Amon körde sedan för ett antal olika stall och även några lopp under eget namn. Han vann dock aldrig något F1-lopp, men beskrivs som den bäste föraren som aldrig har vunnit något VM-lopp. Däremot vann han flera lopp utanför mästerskapet när han körde för Ferrari och Matra. Amon vann Le Mans 24-timmars 1966 och även Tasman Series 1969.

## F1-karriär
| Säsong | Stall/Tillverkare                         | Poäng | Placering |
| ------ | ----------------------------------------- | ----- | --------- |
| 1963   | Reg Parnell (Lola-Climax & Lotus-BRM)     | 0     | –         |
| 1964   | Reg Parnell (Lotus-BRM & Lotus-Climax)    | 2     | 16        |
| 1965   | Reg Parnell Ian Raby Racing (Brabham-BRM) | 0     | –         |
| 1966   | Cooper-Maserati Chris Amon (Brabham-BRM)  | 0     | –         |
| 1967   | Ferrari                                   | 20    | 4         |
| 1968   | Ferrari                                   | 10    | 10        |
| 1969   | Ferrari                                   | 4     | 12        |
| 1970   | March-Ford                                | 23    | 8         |
| 1971   | Matra                                     | 9     | 10        |
| 1972   | Matra                                     | 12    | 9         |
| 1973   | Techno Tyrrell-Ford                       | 1 0   | 19        |
| 1974   | Chris Amon (Amon-Ford) BRM                | 0     | –         |
| 1975   | Ensign-Ford                               | 0     | –         |
| 1976   | Ensign-Ford Wolf-Ford                     | 2 0   | 18        |

| 1. Storbritannien 1968 2. Belgien 1970 3. Frankrike 1970 |

| 1. Monaco 1967 2. Belgien 1967 3. Storbritannien 1967 4. Tyskland 1967 5. Nederländerna 1969 6. Kanada 1970 7. Spanien 1971 8. Frankrike 1972 |

| 1. Spanien 1968 2. Belgien 1968 3. Nederländerna 1968 4. Italien 1971 5. Frankrike 1972 |

| 1. Belgien 1970 2. Belgien 1972 3. Frankrike 1972 |